# Roza Sjanina
Roza Jegorovna Sjanina (Russisch: Роза Егоровна Шанина) (Jedma, gouvernement Vologda, 3 april 1924 – Reichau, Oost-Pruisen, 28 januari 1945) was een Russisch sluipschutter in de Tweede Wereldoorlog. Ze diende in een peloton vrouwelijke sluipschutters aan het 3e Wit-Russische Front, en werd onderscheiden met de Orde van de Glorie. Zij was een van de eerste vrouwelijke sluipschutters die deze onderscheiding kreeg. Ze stond bekend om haar nauwkeurige schieten op bewegende doelen met twee schoten achter elkaar. Haar dossier vermeldt 59 bevestigde gedode vijandelijke soldaten en officieren. 
Ze nam deel aan operaties in Vilnius en Insterburg-Koenigsberg. Ondanks dat zij minder dan een jaar aan de gevechten deelnam, noemden kranten haar “de onzichtbare verschrikking van Oost-Pruisen”. Op 28 januari 1945, tijdens het Oost-Pruisenoffensief, overleed Roza Sjanina aan de verwondingen die ze een dag eerder had opgelopen. 

## Biografie
Roza Sjanina werd geboren op 3 april 1924 in het dorpje Jedma in het gouvernement Vologda, in een groot boerengezin. Haar vader was houthakker, partijlid en Sovjet-activist Jegor Michailovitsj Sjanin. Haar moeder, Anna Aleksejevna (geboren Ovsjannikova), werkte als melkmeisje in een kolchoz. Roza, wellicht genoemd naar Rosa Luxemburg, had een zus en zes broers. Naast hun eigen kinderen voedden de Shanins drie weeskinderen op. 
Roza was langer dan gemiddeld, had lichtbruin haar en blauwe ogen. Ze sprak met een Noord-Russisch accent. 

### Opleiding
Na de lagere school ging Roza verder leren aan de middelbare school in het dorp Bereznik, dertien kilometer van huis. Naast het feit dat ze daar bijna elke dag naar de les moest lopen, ging Roza op zaterdag naar Bereznik om voor haar zieke tante Agnia Borisova te zorgen. 
In de zomer van 1938 vertrok Roza, na zeven klassen school te hebben afgerond en tegen de wens van haar ouders in, naar Archangelsk om zich in te schrijven voor een lerarenopleiding. Ze had vrijwel geen geld of bezittingen; voordat ze naar een studentenflat verhuisde, woonde ze bij haar oudere broer Fjodor. 
In hetzelfde jaar sloot ze zich aan bij de Komsomol. 
Zoals Sjanina's vriendin Anna Samsonova zich herinnert, kwam Roza soms om 2-3 uur 's nachts terug van dorpsvrienden, als het hostel gesloten was – en daarna klom ze langs door huisgenoten vastgebonden lakens door het raam naar haar kamer. 
Aan de vooravond van de Grote Vaderlandse Oorlog moest voor het volgen van middelbaar onderwijs betaald gaan worden en daarom moesten veel studenten bijverdienen. 
Roza kreeg op 11 september 1941 een baan als lerares van een kleuterschool, met daarbij een kosteloos appartement. 
De jonge lerares was geliefd bij de kinderen en gewaardeerd door de ouders, en na haar afstuderen in 1942 bleef zij er als lerares werken. 
Ze voltooide haar opleiding in studiejaar 1941-1942.

### Oorlog met Duitsland
Roza heeft tijdens de luchtaanvallen van de Luftwaffe op Archangelsk met andere vrijwilligers geholpen met het blussen van branden; ze fungeerden ook als uitkijk op de daken van huizen. 
Aan het begin van de Grote Patriottische Oorlog meldden twee broers van Sjanina zich vrijwillig bij het leger.
In december 1941 kwam bericht van het sneuvelen van haar oudste broer Mikhail; later kwamen nog twee broers om.
Roza wilde daarom in militaire dienst.

### Militaire dienst

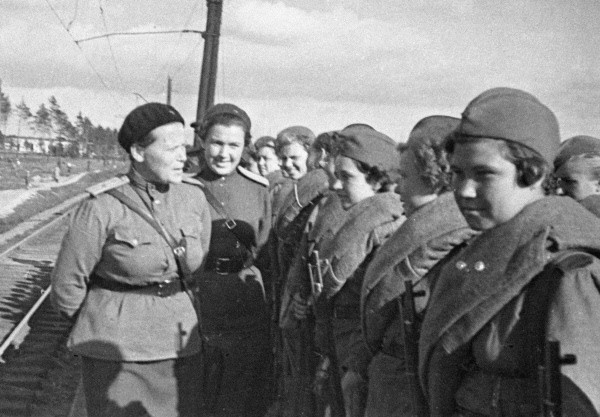
Hoofd van de politieke afdeling van de centrale opleiding voor vrouwelijke scherpschutters, majoor J. N. Nikiforova, praat met vrouwelijke sluipschutters die naar het front vertrekken. 1 april 1943

Begin 1942 begon de Sovjet-Unie actief met het trainen van vrouwelijke sluipschutters: men geloofde dat ze flexibelere ledematen hadden, meer vasthoudendheid en sluwheid, en dat ze beter bestand waren tegen stress en kou. 
In februari 1942 kregen vrouwen van 16 tot 45 jaar het recht om naar het front te gaan. 
Op 22 juni 1942 begon Roza de algemene militaire opleiding.
Na het voltooien daarvan ging ze in juni 1943 naar de centrale opleiding voor vrouwelijke sluipschutters. 
Volgens beoordelingen van het commando van de opleiding viel ze op door haar grote vaardigheid als sluipschutter, in het bijzonder door haar dubbelschoten op bewegende doelen (twee schoten in één adem). 
Nadat ze cum laude haar opleiding tot sluipschutter had voltooid, weigerde ze een aanstelling als instructeur en werd ze naar het front gestuurd. 
Op 2 april 1944 arriveerde korporaal Roza Sjanina bij de 338e Infanteriedivisie, waar een apart peloton van vrouwelijke sluipschutters werd gevormd. 
Drie dagen later vuurde ze ten zuidwesten van Vitebsk haar eerste dodelijke schot af op de vijand. 
Zeven maanden later schreef Sjanina in haar dagboek dat ze nu vijanden in koelen bloede doodt, dat dit nu de zin van haar leven is, en als ze haar leven over kon doen, ze nog steeds naar de sluipschutterschool zou gaan en zou proberen naar het front te worden gestuurd. 
Volgens een rapport van de commandant van het 1138e Infanterieregiment, majoor P. F. Degtyarev, doodde Sjanina in de periode van 6 april tot 11 april 13 vijandelijke soldaten onder artillerie- en geweervuur. 
Wegens heldenmoed getoond tijdens de strijd om het dorp Kozyi Gory, regio Smolensk, ontving ze op 18 april 1944 de Orde van de Glorie derde klasse. 
Ze was de eerste vrouw die aan het 3e Wit-Russische Front deze onderscheiding kreeg. 
Al snel werd korporaal Roza Sjanina pelotonscommandant; eind mei 1944 had ze 18 vijandelijke soldaten gedood. 
Op 9 juni 1944 plaatste de militaire Sovjetkrant van het 5e Leger een portret van Sjanina op de voorpagina. 

### Operatie Bagration
Op 22 juni 1944 begon het grootschalige Sovjetoffensief Operatie Bagration. 
Sjanina's peloton kreeg de opdracht om in de achterhoede naar het westen te trekken, om de levens van de sluipschutters niet op het spel te zetten. 
Tijdens de voorafgaande anderhalve maand van hevige gevechten waren de vrouwelijke sluipschutters uitgeput geraakt, dus kregen ze de opdracht om optimaal gebruik te maken van rustpauzes en zich niet aan te sluiten bij de gevechten van de infanterie.
Ondanks dat bevel wilde Sjanina naar de frontlinie en zocht een aanstelling als schutter bij een bataljon of verkenningscompagnie. 
De bevelhebber was daar op tegen, omdat Roza in de frontlinie van de infanterie door elke jager kon worden vervangen, maar als sluipschutter onvervangbaar was.
Al na de vierde jacht bedroeg het aantal gedode vijanden in het sluipschutterboek van korporaal Sjanina dubbele cijfers, en in de kolom voor de afstand van hinderlaag tot het doel werd tweemaal "200 m" geschreven door de hand van de waarnemer. 
Op 26 en 28 juni namen Sjanina en haar vechtende kameraden deel aan de liquidatie van een omsingelde Duitse groep bij Vitsebsk. 
Van 8 tot 13 juli namen ze deel aan de slag om Vilnius, dat sinds 24 juni 1941 bezet was door Duitse troepen. 
Begin augustus, nadat ze bij de oversteek achter haar compagnie was geraakt, volgde Roza een bataljon naar de frontlinie. 
Als lid van het bataljon nam ze rechtstreeks deel aan de gevechten en bij terugkeer van de frontlinie nam ze drie vijandelijke soldaten gevangen. 
Voor het niet naleven van het bevel werd Sjanina bestraft door de Komsomol, maar ze kwam niet voor de krijgsraad. 
Vervolgens werd Roza onderscheiden met de Medaille voor Moed tweede klasse. 
Onder de redenen voor toekenning waren de drie krijgsgevangenen die door haar gevangen waren genomen tijdens haar "ongeoorloofde afwezigheid". 
Eind augustus werd de 338e Infanteriedivisie onderdeel van het 39e Leger, gericht op Kaunas en Suwalki, maar het aparte peloton vrouwelijke sluipschutters waar Roza diende bleef bij het 5e Leger en werd opgenomen in de 184e Infanteriedivisie. 

### Oost-Pruisenoffensief
In de herfst van 1944 naderde het Rode Leger de grens van Oost-Pruisen. 
In september begon de bevrijding van de oevers van de rivier de Šešupė door troepen van het 3e Wit-Russische front. 
Vrouwen uit Sjanina’s peloton gingen bijna elke dag op jacht en vochten tegen vijandelijke sluipschutters.
Geallieerde kranten berichtten dat Sjanina op één dag vijf Duitsers doodde vanuit een schuilplaats. Op 16 september 1944 werd oudere sergeant Roza Sjanina onderscheiden met de Orde van de Glorie tweede klasse, voor betoonde moed in de strijd tegen nazi-Duitsland. 
De orde werd toegekend voor het doden van 53 nazi's, waarvan 26 aan de grens met Pruisen. 
Roza kreeg aan het eind van de maand verlof, waarin ze drie dagen naar Archangelsk ging om familie en vrienden te zien, en op 17 oktober keerde ze terug naar het front. 
Al die tijd wilde Sjanina naar de frontlinie, probeerde overgeplaatst te worden als schutter naar een verkenningscompagnie, klaagde bij de commandant van het 5e leger, kolonel-generaal Nikolaj Krylov, over de commandanten die haar naar de achterhoede stuurden, schreef tweemaal een brief aan aan Stalin met het verzoek haar als gewone soldaat over te plaatsen naar een infanteriebataljon. 
Haar verzoeken werden afgewezen en Roza bleef ongehoorzaam. 
Eind oktober maakte Sjanina deel uit van het 707e Infanterieregiment en vocht, dit keer legitiem, aan de frontlinie in de omgeving van Schlossberg. 
Volgens aantekeningen in haar dagboek was Roza tijdens de volgende Duitse aanval op 26 oktober getuige van de dood van kapitein Igor Asejev. 
Vanwege haar moed en doorzettingsvermogen in deze strijd werd Roza voorgedragen voor de Orde van Glorie eerste klasse, op 27 december ontving zij echter de Medaille voor Moed. 
Schlossberg werd uiteindelijk pas op 16 januari 1945 heroverd.
In november werd Sjanina opnieuw naar de achterhoede gestuurd, naar een reserveregiment, maar desondanks bleef ze naar de frontlinie gaan en op 12 december 1944 raakte ze door een vijandelijke sluipschutter gewond aan de rechterschouder. 
Hoewel de wonden, door Roza in haar dagboek beschreven als "twee kleine gaatjes", haar klein leken, werd ze voor behandeling weggestuurd. 
In haar dagboek schreef Sjanina dat ze een dag eerder een profetische droom had, waarin ze precies op die plek gewond raakte. 
Op 8 januari 1945 gaf de commandant van het 5e leger, kolonel-generaal Nikolaj Ivanovitsj Krylov, Roza officieel toestemming om deel te nemen aan veldslagen aan de frontlinie, en vijf dagen later begon de Oost-Pruisische operatie. 
Op 15 januari bereikte Sjanina's divisie de stad Eydtkuhnen.
De opmars van de infanterie verliep onder zwaar vijandelijk mortiervuur. 
Een paar dagen later werd hun eenheid per ongeluk aangevallen door Sovjet-Katjoesja's, waarover Roza in haar dagboek schreef: “Nu begrijp ik waarom de Duitsers zo bang zijn voor Katjoesja's.” 
Daarna werd Roza overgeplaatst naar het 203e Reserve Infanterieregiment.

### Overlijden

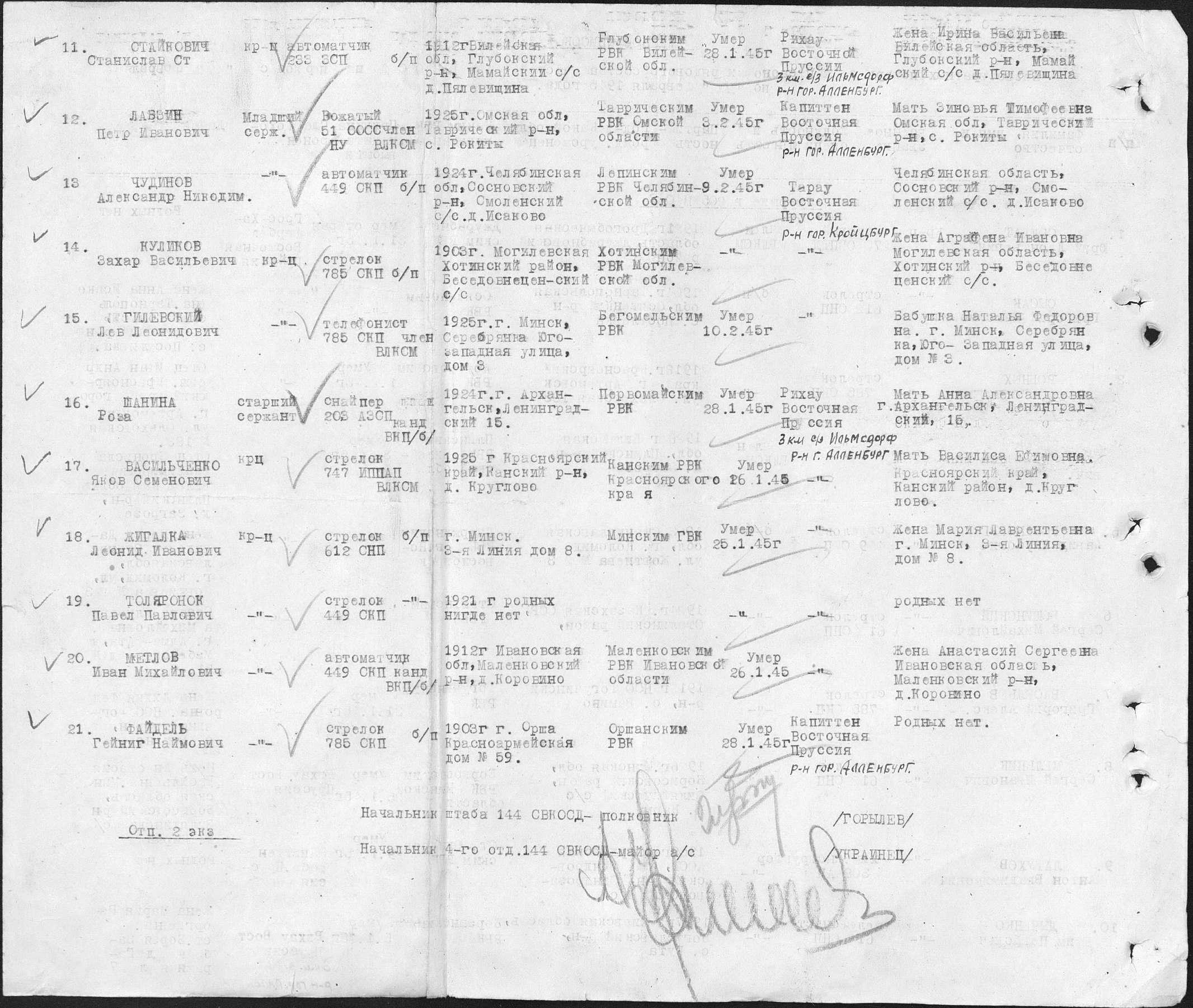
Bladzij uit de lijst met verliezen van de 144e Infanteriedivisie van 25 januari tot 10 februari 1945 (nr. 16 is Roza Sjanina)

In haar brief van 17 januari meldde Roza dat ze binnenkort zou kunnen sterven, aangezien hun bataljon 72 van de 78 soldaten had verloren. 
In de laatste aantekening in het dagboek staat dat ze door zwaar Duits artillerievuur niet uit haar schuilplaats in een stuk gemechaniseerde artillerie kon komen. 
Op 27 januari 1945 raakte de commandant van een artillerie-eenheid gewond tijdens een van de veldslagen. 
Terwijl zij hem beschermde, raakte Sjanina ernstig gewond aan de borst door een granaatscherf. 
Ze werd naar een ziekenhuis gebracht nabij het landgoed Reichau, drie kilometer ten noordwesten van het dorp Ilmsdorf, waar ze op 28 januari overleed aan haar verwondingen. 
Volgens verpleegster Jekaterina Radkina, in wier armen Sjanina stierf, vertelde Roza dat ze er spijt van had dat ze zo weinig had gedaan. 
Volgens de laatste telling uit december 1944 bevatte het sluipschutterverslag van Roza Sjanina 59 gedode vijandelijke soldaten en officieren. 
Andere bronnen melden 54 en 62 gedode vijanden, waaronder 12 sluipschutters. 
Het werkelijke aantal slachtoffers van sluipschutter Sjanina is waarschijnlijk veel hoger dan het bevestigde aantal, omdat Roza herhaaldelijk tegen haar orders in naar de frontlinie ging en op het slagveld niet altijd haar resultaten nauwkeurig bij kon houden (meerdere keren had Roza geen munitie meer voor haar scherpschuttersgeweer en gebruikte ze automatische wapens).

### Graf
Volgens de gegevens van het OBD Memorial werd Roza Sjanina begraven in de stad Reichau (thans Tsjerepanovo, in de regio Kaliningrad). 
Vervolgens werd, ook volgens het OBD Memorial, het graf verplaatst naar het dorp Znamensk, ook in de regio Kaliningrad, en werd de naam van Roza Sjanina vereeuwigd op het militaire monument “Massagraf van Sovjet-soldaten”.
De gedenkplaat boven de afzonderlijke begraafplaats van Roza bevindt zich aan de Brovkov-steeg, in een park vlak bij de militaire eenheid van Znamensk. 
Of de herbegrafenis ook daadwerkelijk heeft plaatsgevonden is onbekend.

### Dagboek

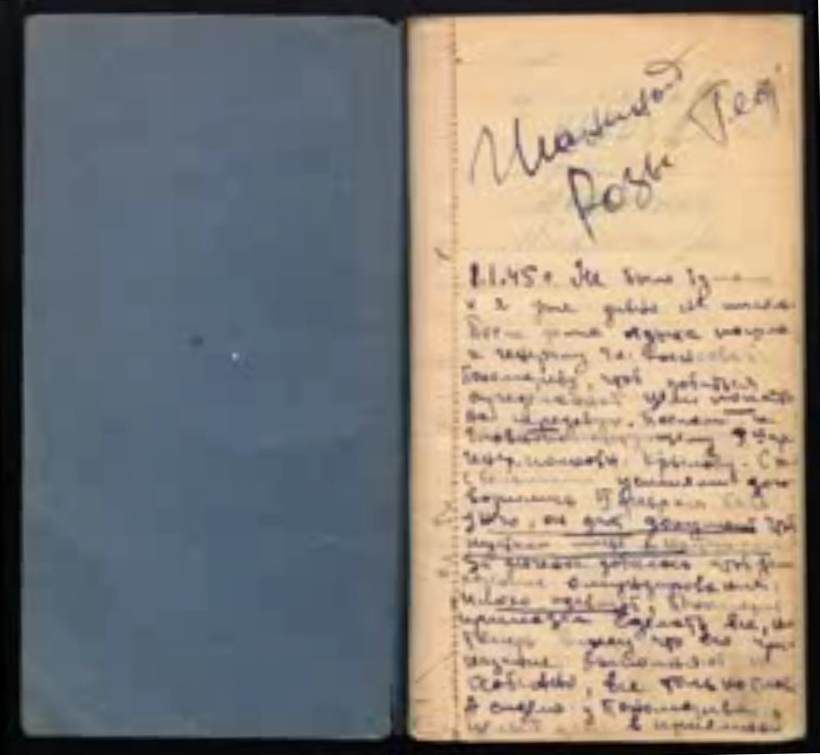
Een van Sjanina's notitieboeken

Sjanina schreef graag en stuurde vaak brieven naar haar geboortedorp en naar haar vrienden in Archangelsk.
Ze begon een gevechtsdagboek te schrijven, hoewel dagboeken strikt verboden waren in het Rode Leger.
Sjanina hield haar dagboek bij van 6 oktober 1944 tot 24 januari 1945, kort voor haar dood.
Na haar dood werd het dagboek, bestaande uit drie dikke schriften, twintig jaar lang bewaard door oorlogscorrespondent Pjotr Moltsjanov in Kiev.
Een verkorte versie werd gepubliceerd in het tijdschrift Joenost in 1965, en het dagboek werd overgedragen aan het Regionaal Museum van oblast Archangelsk.
Verschillende van Sjanina's brieven en enkele gegevens uit haar sluipschutterslogboek zijn ook gepubliceerd.

## Onderscheidingen
- Orde van de Glorie derde klasse (18 april 1944)
- Orde van de Glorie tweede klasse (22 september 1944)
- Medaille voor Moed (27 december 1944)

## Nagedachtenis
Grotendeels door de publicatie van haar dagboek kreeg de Sovjetpers in 1964-65 hernieuwde interesse voor Sjanina.
De krant Severny Komsomolets vroeg aan tijdgenoten van Sjanina om te schrijven wat ze over haar wisten. 
Er werden straten naar haar genoemd in Archangelsk, Sjangaly en Strojevskoje. 
Het dorp Jedma heeft een museum dat aan Sjanina is gewijd. 
De plaatselijke school waar ze in 1931-35 op had gezeten heeft een gedenkplquette. 
In Archangelsk werden regelmatig schietwedstrijden georganiseerd voor de Roza Sjaninaprijs. 
In Novodvinsk werd een open schietsportkampioenschap ter nagedachtenis aan haar georganiseerd.
Het dorp Malinovka in het district Oestjanski begon met het houden van jaarlijkse langlaufwedstrijden voor de Roza Sjaninaprijs.